# Lorenzo Ridolfi

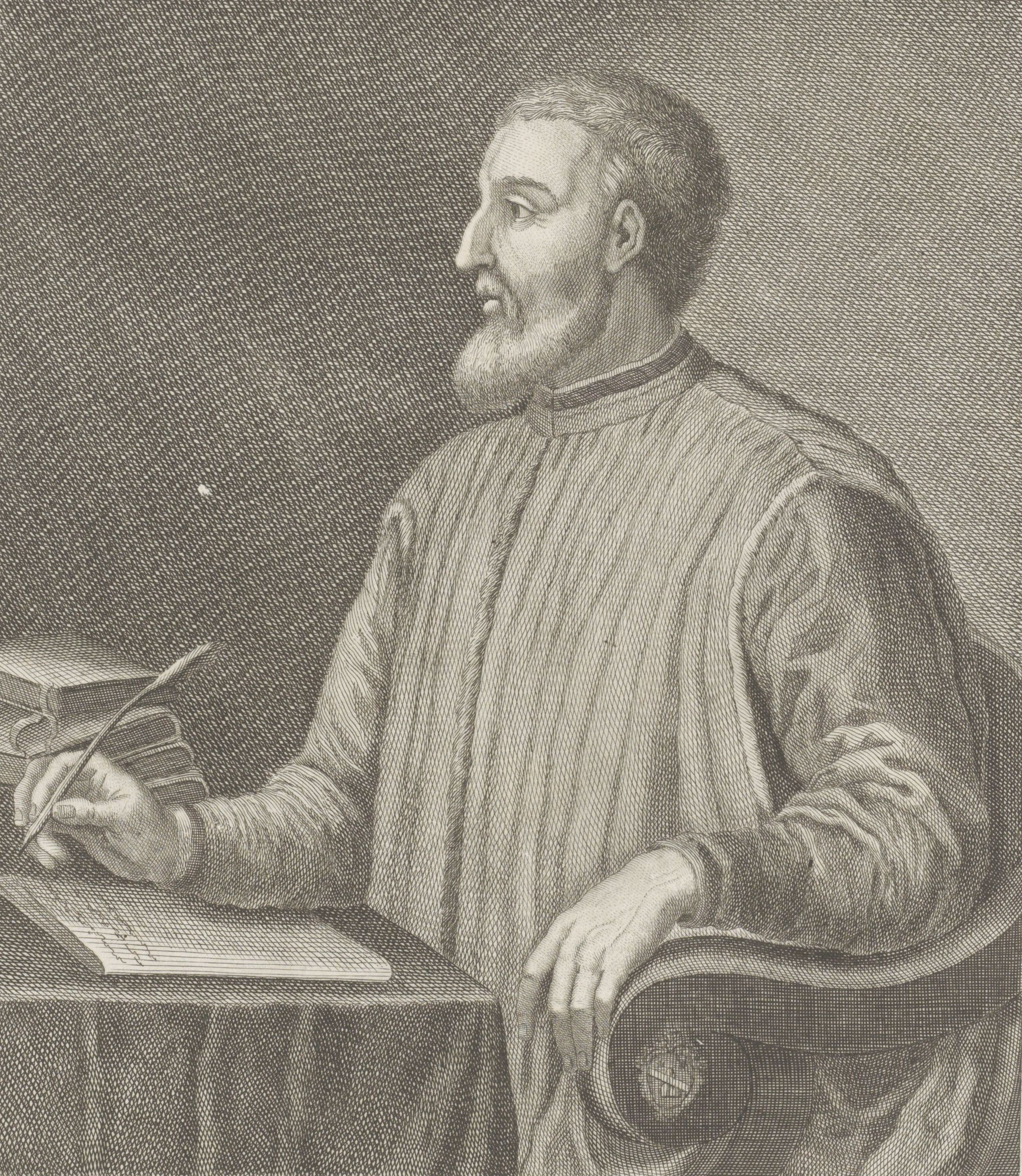
Lorenzo Ridolfi

Lorenzo Ridolfi, lat. Laurentius de Rodulphis (* 1362 in Florenz; † 1443 in Florenz), war ein italienischer Jurist, Politiker und Diplomat der Republik Florenz.

## Leben und Wirken

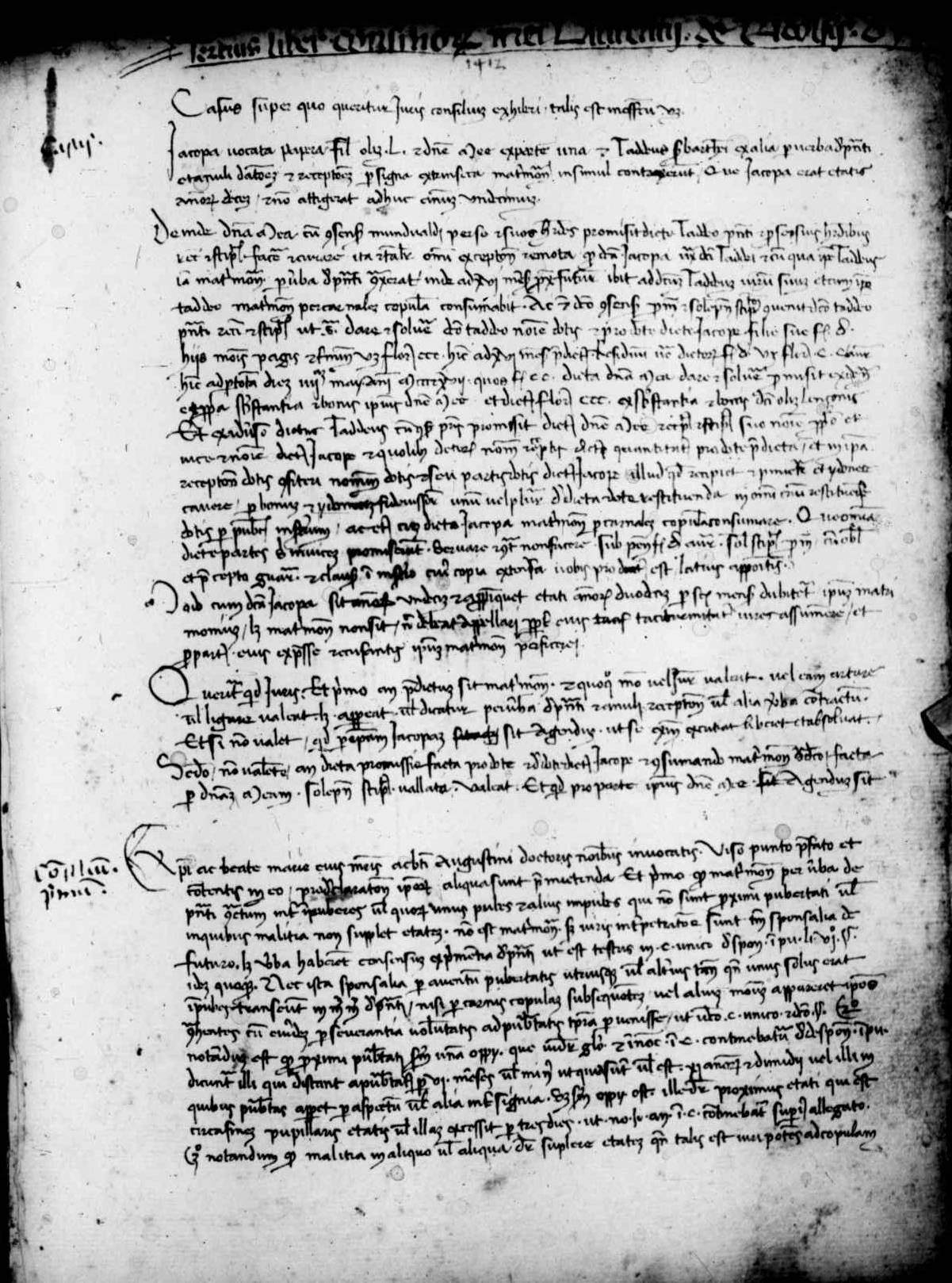
Consiliorum liber tertius, autogramm manuskript, 1412–1419. Florenz, Biblioteca Nazionale Centrale, Fondo Nazionale, ms. II.III.370.

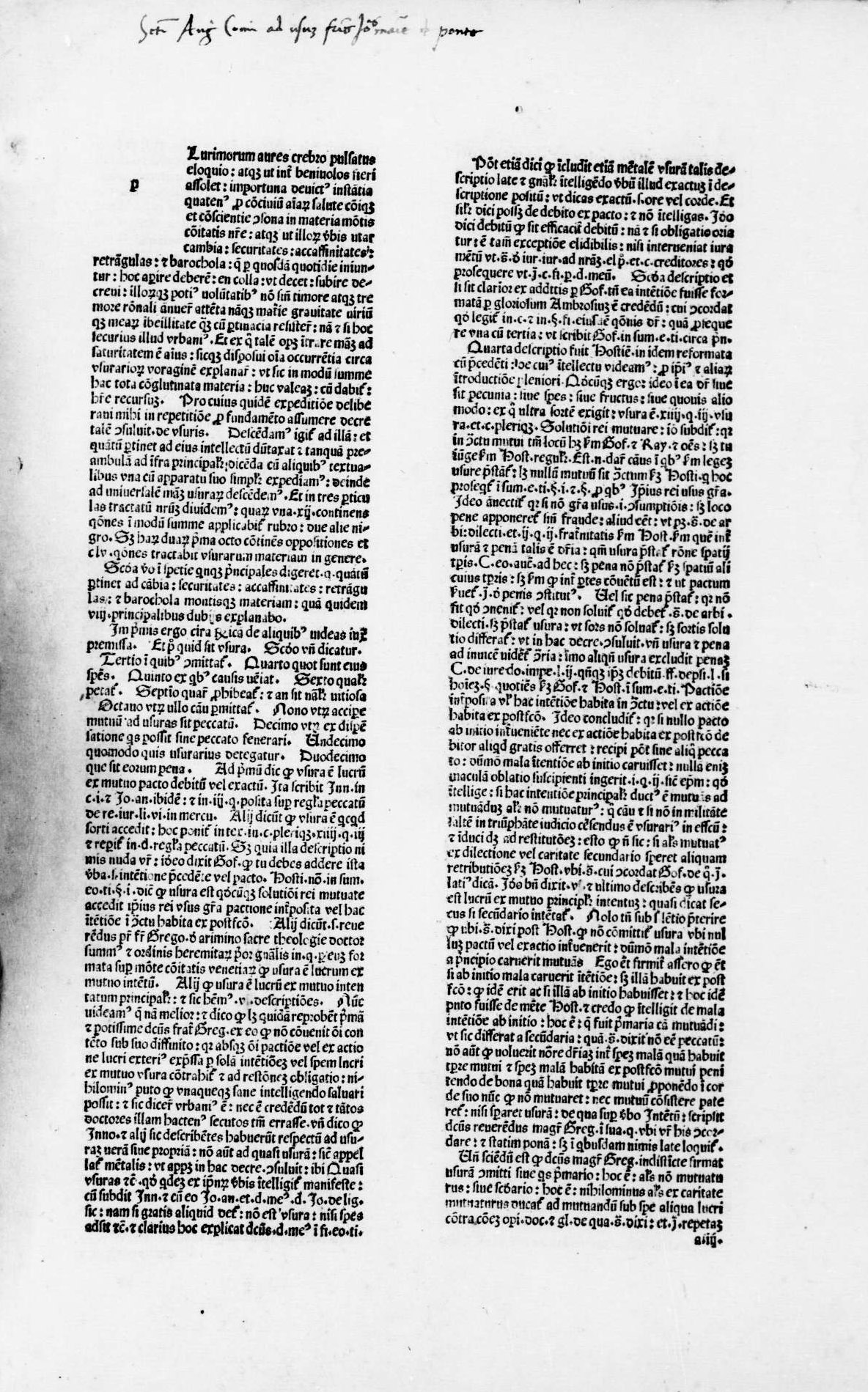
De usuris, 1490.

Er wurde 1362 in Florenz als Sohn von Antonio Ridolfi geboren, der ein Nachkomme des Stammvaters Ridolfo war, aus Val di Pesa stammte und 1385 verstarb. Lorenzo Ridolfi war aktiv an der florentinischen Politik innerhalb der Partei der Guelfen beteiligt und wurde hierfür verfolgt und ins Exil verbannt.
Lorenzo studierte zunächst die Sieben freien Künste in Florenz. Unter seinen Lehrern befand sich Coluccio Salutati und er begann sich für die klassischen Autoren und seltene Bücher zu begeistern. Schließlich besuchte er ab 1381 für ungefähr sechs Jahre die Universität Bologna und assistierte den Gelehrten des Kirchenrechts, Gaspare Calderini, Giovanni Fantuzzi, Giovanni da Legnano und insbesondere dem Nachfolger des Letzten, Lorenzo di Pino bei ihren Vorlesungen. Im Jahr 1387 promovierte er sowohl im Zivil- als auch im Kirchenrecht.
Nach einigen Monaten, in denen er Lektor an der Universität Bologna gewesen war, kehrte er in seine Heimat zurück, um eine von seinem Bruder arrangierte Ehe mit Caterina Barucci detta Pichina einzugehen. Danach kehrte er zu seiner Lehrposition zurück.
Ab dem Jahr 1393, als sich das politische und wirtschaftliche Schicksal der Familie Ridolfi zu erholen begann, wurden Lorenzos politische Verpflichtungen immer relevanter. Er wurde als Botschafter von Florenz zu Papst Bonifacio IX gesandt und 1394 wurde er Zunftvorsteher der Gilden und Zünfte in Florenz. In den folgenden Jahren bekleidete er alle bedeutenden öffentlichen Ämter der Stadt.
1402 verfasst er sein wichtigstes Werk De usuris et materia Montis; in den darauffolgenden Jahren verließ er den akademischen Pfad, um sich im lukrativeren Geschäft der Beratung auszuprobieren. Er war Teil mehrerer diplomatischer Missionen mit dem Ziel, der wachsenden Macht des Herzogtums Mailand entgegenzutreten und die Gebiete von Florenz zu erweitern, was in einer engen Allianz mit der Republik Venedig mündete. Zudem spielte Ridolfi eine wichtige Rolle bei der Vorbereitung des Konzils von Pisa im Jahr 1409, welcher einberufen wurde, um neue Abkommen innerhalb des Abendländische Schisma zu formulieren.
Er starb 1443 in Florenz.

## Werke
- (LA) Lorenzo Ridolfi, De usuris, Pescia, Bastiano Orlandi & Raffaele Orlandi, 1490.

### Manuskripte
- Tractatus de usuris cum quaestione montis communis de Florentia, XIV secolo, Firenze, Biblioteca Nazionale Centrale, Fondo Nazionale, ms. II.III.366.
- Consiliorum liber tertius (autograph), 1412–1419, Firenze, Biblioteca Nazionale Centrale, Fondo Nazionale, ms. II.III.370.
- Repertorium iuris (autograph), XIV secolo, Firenze, Biblioteca Nazionale Centrale, Fondo Magliabechiano, Magl. Cl. XXIX.171.

## Weitere Artikel
- Usura